# 郭景洲
郭景洲（1953年7月—），男，陕西华县人，中华人民共和国军事人物，中国人民解放军少将，曾任陕西省军区司令员，中共陕西省委常委